# Santa Maria de Castellàs
Santa Maria de Castellàs és l'església parroquial romànica del poble de Castellàs, pertanyent al terme de les Valls d'Aguilar, de l'Alt Urgell. Formava part de l'antic terme de Castellàs, de la comarca del Pallars Sobirà. Té categoria de parròquia, tot i que està agrupada, amb onze parròquies més, amb la de Sant Serni de Noves de Segre. Està protegida com a bé cultural d'interès local.

## Descripció
És una església d'una sola nau i de planta rectangular amb capçalera plana orientada a llevant. La nau està coberta amb volta de canó amb llunetes, dividida en tres trams per arcs faixons. En el mur meridional s'obre, a través d'un arc de mig punt, una profunda capella de planta quadrangular coberta amb volta de canó, que està adossada a la sagristia. Als peus hi ha un cor de fusta en alt, amb escala d'obra. El traçat de la nova carretera va provocar l'enderroc de la nau lateral per la qual s'accedia a l'edifici. A la façana occidental ha quedat, doncs, una porta en alt, ara sense cap ús. Aquesta porta és d'arc carpanell, al damunt hi ha un ull de bou. Coronant la façana hi ha un campanar d'espadanya de dos ulls, rematat per un teuladet a doble vessant. Els paraments són de carreus irregulars fent filades. A les cantonades hi ha carreus ben tallats. La coberta és de llosa i a doble vessant. No hi ha documentació que ho confirmi, però les característiques constructives de Santa Maria són d'època barroca.

## Història
El nom de Castellàs no apareix fins al segle xii. Anteriorment (apareix així a l'acta de consagració de la Seu d'Urgell) es coneixia amb el nom de Serbaos, que s'ha mantingut com a nom de la casa més important del poble, cal Cervós. Segons el "Spill Manifest de totes les coses del Vescomtat de Castellbò", el lloc de Castellàs pertanyia al vescomtat i formava la batllia de Castellàs, dins del quarter de Castellbò, que incloïa els llocs de Castellàs, Biscarbó i Malveí. Al segle xiii el canonge d'Urgell Berenguer apareix com a senyor de Castellàs. Aquesta església apareix en la relació d'esglésies del bisbat d'Urgell visitades pels delegats de l'arquebisbe de Tarragona entre 1312 i 1314. L'any 1575 Santa Maria tenia com a sufragànies les esglésies d'Espaén, Trejuvell i Biscarbó, a les quals l'any 1758 s'havien afegit Ausàs i Anyús. Actualment l'església depèn de la parròquia de Noves de Segre.